# 高木光
高木 光（たかぎ ひかる、1954年12月12日 - ）は、日本の法学者。専門は行政法。京都大学名誉教授。塩野宏門下。兵庫県出身。

## 研究
主要な研究テーマは、行政訴訟・行政手続・実効性確保および政策法務であるが、中でも行政事件訴訟法の当事者訴訟に関する研究で有名である。

## 経歴
- 1973年03月 - 灘高等学校卒業
- 1976年11月 - 司法試験合格
- 1977年
  - 3月 - 東京大学法学部卒業
  - 4月 - 東京大学法学部助手
- 1980年08月 - 神戸大学法学部助教授
- 1990年04月 - 神戸大学法学部教授
- 1991年04月 - 学習院大学法学部教授
- 2004年04月 - 学習院大学大学院法務研究科教授
- 2005年03月 - 弁護士登録（2007年3月登録取消）
- 2007年04月 - 京都大学大学院法学研究科教授
- 2020年03月 - 定年退職
- 2022年07月　弁護士登録

## 著作

### 単著
- 『事実行為と行政訴訟』（有斐閣, 1988年）
- 『ライブ行政法〈初級編〉』（有斐閣, 1993年）
- 『ライブ行政法〈中級編〉』（有斐閣, 初版・1994年、補訂版・1995年）
- 『技術基準と行政手続』（弘文堂, 1995年）
- 『プレップ行政法』（弘文堂、初版・2005年、第2版・2012年）
- 『行政訴訟論』（有斐閣, 2005年）
- 『行政法』（有斐閣, 2015年）
- 『法治行政論』（弘文堂, 2018年）

### 共著
- （塩野宏）『条解 行政手続法』（弘文堂, 2000年）
- （橋本博之・常岡孝好・櫻井敬子）『条文から学ぶ行政救済法』（有斐閣, 2006年）
- （櫻井敬子・常岡孝好・橋本博之）『行政救済法』（弘文堂, 2007年）
- （人見剛・高橋滋）『行政法事例演習教材』（有斐閣, 初版・2009年、第2版・2012年）

### 共編著
- （芝池義一）『ケースブック行政法』（弘文堂、初版・2004年、第2版・2005年、第2版増補版・2006年）
- （稲葉馨）『ケースブック行政法』（弘文堂、第3版・2007年、第4版・2010年）
- （交告尚史・占部裕典・北村喜宣・中川丈久）『行政法学の未来に向けて-阿部泰隆先生古稀記念』（有斐閣, 2012年）